# Dialogue entre l’Église catholique et les Églises luthériennes
Le dialogue œcuménique entre la Fédération luthérienne mondiale et l’Église catholique a été mené au sein de la Commission internationale catholique-luthérienne créée en 1967 à la suite du concile Vatican II. 
Près de cinquante ans d’échanges ont permis d’enregistrer des avancées en matière de théologie chrétienne, entre autres la Déclaration commune sur la justification par la foi d’Augsbourg en 1999, mais aussi d’autres progrès substantiels sur le rapport entre écriture et tradition, sur l’eucharistie ou sur une histoire partagée de la Réforme en 2013.
Le 31 octobre 2016, à Lund, en Suède, le pape François et le président de la FLM, Munib Younan signent une déclaration commune à l’occasion de la commémoration commune Catholique-Luthérienne de la Réforme.
Des échanges fructueux ont également été conduits entre Églises locales, notamment aux États-Unis et en Allemagne.

## Documents produits

### Rapports de la Commission internationale catholique-luthérienne
La commission internationale publie régulièrement des rapports :
- L’Évangile et l’Église, (Rapport de Malte), 1972.
- Le repas du Seigneur, 1978.
- Tous sous un seul Christ, 1980.
- Voies vers la communion, 1980
- Le ministère dans l’Église, 1981.
- Martin Luther, témoin de Jésus, 1983.
- Face à l’unité: modèles, formes et étapes de la communion ecclésiale luthéro- catholique, 1985
- Église et justification. La compréhension de l’Église à la lumière de la doctrine de la justification, Würzburg,1993.
- L’apostolicité de l’Église, 2005.
- Du conflit à la communion. Célébration commune de la Réforme en 2017, 2013[2].

### Commission spéciale sur la doctrine de la justification
- Déclaration conjointe sur la Doctrine de la Justification, Augsbourg, 31-10-1999.

### Dialogue luthérien-catholique aux États-Unis
- La justification par la foi (1983)

### Dialogue luthérien-catholique en Allemagne
- Guérir la mémoire, témoigner de Jésus-Christ (2016)

## Rencontres
En 2013 est publié par la Commission luthérienne-catholique pour l'unité, le document « Du conflit à la communion : commémoration commune luthéro-catholique de la Réforme en 2017 », dans le cadre de la préparation de la célébration du 500e anniversaire de la Réforme, et du 50e anniversaire du dialogue entre luthériens et catholiques.

Le 31 octobre 2016, à l’invitation de la Fédération luthérienne mondiale (FLM), le pape François assiste en personne à Lund au lancement de l'année commémorative de la Réforme, dans un déplacement que le souverain pontife qualifie de « voyage important » et « spécial » d’un point de vue ecclésial. Le président de la FLM, Munib Younan et le pape signent une déclaration commune qui a pour objectif de faire progresser catholiques et luthériens vers l'unité, regrettant que les progrès accomplis en ce sens ne permettent toujours pas aux membres des deux confessions de communier ensemble, mais affirmant que « ce qui unit [catholiques et luthériens] est plus grand que ce qui [les] divise [et qu'ils cherchent] à lever les obstacles persistants qui [les] empêchent d’atteindre la pleine unité»,.
- Déclaration conjointe à l’occasion de la commémoration commune Catholique-Luthérienne de la Réforme (Lund, 31 octobre 2016).